# 瑞丽蹄盖蕨
瑞丽蹄盖蕨（学名：Athyrium ruilicolum）为蹄盖蕨科蹄盖蕨属下的一个种。

## 扩展阅读
- 維基物種上的相關：瑞丽蹄盖蕨